# فرودگاه ویل راجرز
فرودگاه ویل راجرز  (به انگلیسی: Will Rogers World Airport) یک فرودگاه همگانی مسافربری با کد یاتا OKC است که یک باند فرود آسفالت/بتن دارد و طول باند آن ۲۳۷۷ متر است. این فرودگاه در شهر اکلاهما سیتی کشور ایالات متحده آمریکا قرار دارد و در ارتفاع ۳۹۵ متری از سطح دریا واقع شده است.

## شرکت‌های هواپیمایی و مقصدهای پروازی

### مسافری
| شرکت‌های هواپیمایی                  | مقصدهای پروازی | Refs  |
| ---------------------------------- | --- | ----- |
| آلاسکا ایرلاینز اجرا توسط اسکای‌وست | سیاتل-تاکوما | [ ۱ ] |
| الیجنت ایر                         | مک‌کاران، اورلندو سنفورد فصلی: منطقه‌ای نورث‌وست، لس‌آنجلس                                                                                   | [ ۲ ] |
| امریکن ایرلاینز                    | دالاس-فورت ورث | [ ۳ ] |
| امریکن ایگل                        | شارلوت داگلاس، اوهر شیکاگو، دالاس-فورت ورث، لس‌آنجلس                                                                                      | [ ۳ ] |
| دلتا ایرلاینز                      | هارتسفیلد-جکسون آتلانتا فصلی: متروپولیتن شهرستان وین دیترویت، مینیاپولیس−سنت پل                                                          | [ ۴ ] |
| دلتا کانکشن                        | متروپولیتن شهرستان وین دیترویت، مینیاپولیس−سنت پل، سالت‌لیک‌سیتی                                                                           | [ ۴ ] |
| فرانتیر ایرلاینز                   | دنور، اورلاندو (برقراری مجدد هردو از ۱ نوامبر ۲۰۱۷)                                                                                      |       |
| ساوت‌وست ایرلاینز                   | ثرگود مارشال بالتیمور واشینگتن، میدوی شیکاگو، دالاس لاو، دنور، ویلیام پی. هابی، مک‌کاران، فینکس اسکای هاربر، لامبرت-ست لوی فصلی: اورلاندو | [ ۶ ] |
| یونایتد ایرلاینز                   | اوهر شیکاگو، دنور، جرج بوش | [ ۷ ] |
| یونایتد اکسپرس                     | اوهر شیکاگو، دنور، جرج بوش، لس‌آنجلس، لیبرتی نیوآرک، سانفرانسیسکو، دالس واشینگتن                                                          | [ ۷ ] |

### باری
| شرکت‌های هواپیمایی | مقصدهای پروازی                                              |
| ----------------- | ----------------------------------------------------------- |
| Ameriflight       | دالاس-فورت ورث، ویچیتا مید-کانتیننت                         |
| فدکس اکسپرس       | ممفیس، تالسا، اکلاهما، بویزی                                |
| مارتین‌ایر         | دالاس-فورت ورث، وست وودوارد                                 |
| یوپی‌اس ایرلاینز   | صخره کوچک ملی، لوئیویل، تالسا، اکلاهما، ویچیتا مید-کانتیننت |